# Talon (canton)
Pour les articles homonymes, voir Talon.
Talon est un canton canadien de forme irrégulière de la région de la Chaudière-Appalaches. Il fut proclamé officiellement le 10 avril 1920. Il couvre une superficie de 19 140 hectares.
Le canton a été divisé en 13 rangs, les 9 premiers ayant chacun 52 lots. Alors que les 4 autres ont respectivement 33, 25, 19 et 11 lots en raison de la frontière canado-américaine. Le canton comprend l'entièreté des municipalités de Lac-Frontière et de Sainte-Lucie-de-Beauregard et une partie des municipalités de Saint-Fabien-de-Panet et de Sainte-Apolline-de-Patton.

## Toponymie
Le toponyme Talon honore la mémoire de Jean Talon (1626-1694) qui fut le premier intendant de la Nouvelle-France.